# Mano de buda
Mano de buda (Citrus medica var. sarcodactylis) es una variedad de cidra cuyos frutos están fragmentados en secciones parecidas a dedos.
La cidra crece en arbustos o pequeños árboles con ramas largas e irregulares cubiertas de espinas. Sus hojas largas y oblongas son de un color verde pálido y llegan a medir de 10 a 15 cm. Sus flores blancas están teñidas de púrpura por fuera y crecen en fragantes grupos. La época de maduración y recolecta de esta variedad se extiende desde septiembre a marzo.
La fruta tiene una piel gruesa y solamente una pequeña cantidad de pulpa ácida (en caso de tener alguna), y no tiene jugo ni, a veces, semillas. Es muy fragante y es usada principalmente por chinos y japoneses para perfumar habitaciones y objetos personales como la ropa.

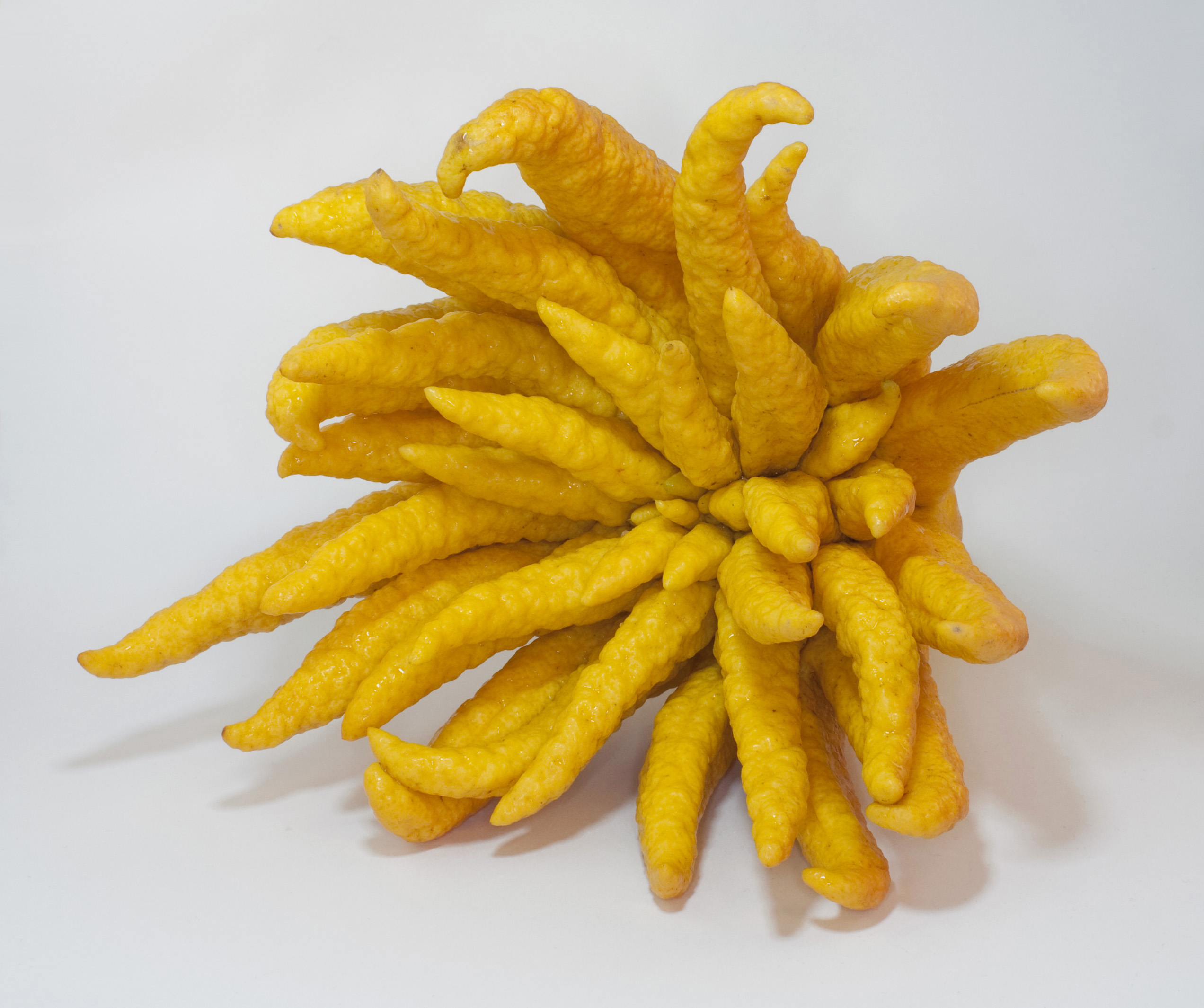
Vista inferior de una mano de buda

La piel de la fruta se puede caramelizar. También se usa en cocina su cáscara y su médula, que no es tan amarga como en otros cítricos.
La fruta se puede usar como ofrenda religiosa en templos budistas. Según la tradición, Buda prefiere que los dedos de la fruta estén en una posición que parezca más una mano cerrada que abierta, ya que las manos cerradas simbolizan, según Buda, el acto de la oración.
El origen de la mano de buda se ha rastreado hasta el nordeste de la India y China.
El árbol es sensible a la congelación, al calor intenso y a la sequía. Zonas como el sur de California y los valles interiores se consideran ideales para su cultivo. Los árboles se pueden cultivar por esquejes de ramas de entre 2 y 4 años.
Debido a la curiosa forma de esta fruta, también es conocida entre los fanes de H. P. Lovecraft como la «fruta de Cthulhu» por su similitud con los tentáculos de dicha entidad cósmica ficticia.

## Taxonomía
La especie fue descrita inicialmente por Berthe Hoola van Nooten como Citrus sarcodactylis y publicado en Fleurs, Fruits et Feuillages Choisis de l'Ile de Java 1, pl. 3, en 1863, actualmente es tanto un sinónimo como el basónimo de esta; y ulteriormente, fue descrita como Citrus medica var. sarcodactylis por Walter Tennyson Swingle en Plantae Wilsonianae 2: 141. en 1914.